# Sandro Masin
Pour les articles homonymes, voir Masin.
 (octobre 2018).
Si vous disposez d'ouvrages ou d'articles de référence ou si vous connaissez des sites web de qualité traitant du thème abordé ici, merci de compléter l'article en donnant les références utiles à sa vérifiabilité et en les liant à la section « Notes et références ».
Sandro Masin, dit Sandro, né le 3 mars 1971 à Champigny-sur-Marne dans le Val-de-Marne, est un auteur de bande dessinée. En 2003, il quitte la banlieue parisienne pour s'installer en Gironde.

## Biographie
Son style est varié après plusieurs années d'illustrations pour la publicité et l'édition.
Il collabore avec Nicolas Pona sur le premier opus d'Ectis intitulé Fantasia décalée, qui est publié chez Nucléa² en 2003 ; la série n'a pas de suite car la maison d'édition fait faillite.
Par Jean-Luc Istin, directeur de la collection Soleil Celtic des Éditions Soleil, il réalise quelques pages dans le tome 7 de la série Les contes du Korrigan. Puis il dessine un nouvel album, Le Sang de la Sirène, une adaptation de la nouvelle d'Anatole Le Braz sortit en juillet 2007. Viennent ensuite d'autres adaptations comme Le Gardien du Feu en deux tomes et Jusqu'au bout de la terre. La fin de ce dernier album suspend cette collaboration.
Il continue avec des albums collectifs, Préjugés, un album retraçant l'antisémitisme à travers l'histoire, et Coup de Foudre au Locle avec BD Force. De la rencontre avec Frédéric Bertocchini provient l'adaptation de Colomba, de Prosper Mérimée, qui paraît chez DCL Édition. Les deux auteurs collaborent de nouveau sur une libre adaptation du conte d'Andersen Kirsten - La petite fille aux allumettes aux Éditions du Quinquet.
Il participe à un collectif retraçant l'histoire de la ville de Bordeaux pour les Éditions Grand Sud. En 2013, il reprend la série de Cédric Hervan avec Thierry Lamy au scénario Les Combattants du rail - Tome 2 chez Zéphyr Éditions. En 2014, il rencontre Éric Corbeyran et tous deux adaptent les romans Le Sang de la Vigne en bande dessinée aux Éditions Glénat. Avec Frédéric Bertocchini, il adapte également, chez DCL Édition, la nouvelle de Prosper Mérimée : Mateo Falcone en 2016.
En 2015, sort chez Glénat le deuxième tome de la BD Le Sang de la Vigne, suivi du tome 3 en 2016.
En 2017, il collabore avec Philippe Thirault et Christian Clot dans la collection Explora des éditions Glénat sur l'album Albert Ier - Le Prince explorateur ,. Le lancement de l'album se fait au Musée océanographique de Monaco le 18 avril 2018 en présence d'Albert II de Monaco qui a préfacé l'album sur l'histoire de son trisaïeul. La narration continue dans la même collection avec un album sur l'expédition Lewis et Clark.

## Publications
(octobre 2018).
- Ectis : Fantasia décalée Pona,  (ISBN 2-914235-60-7), Nucléa²
Scénario : Sandro - Dessin : Pask - Couleurs : 2003

- Les Contes du Korrigan - (T. 7) L'assemblée des bardes (2006), Soleil Productions ; collectif : E. & R. Le Breton, Christophe Lacroix, Gomes, Michel, Roudaut, Sandro

- Le Sang de la Sirène (2007), Soleil Productions, dessin : Sandro ; scénario : François Debois ; couleur : Christophe Lacroix

- Le Gardien du feu - T. 1 Goulven (2009), Soleil Productions ; dessin : Sandro ; scénario : François Debois ; couleur : Joël Mouclier
- Le Gardien du feu - T. 2 Adèle (2010), Soleil Productions ; dessin : Sandro ; scénario : François Debois ; couleur : Joël Mouclier
- Le Gardien du feu - Intégrale 2010), Soleil Productions ; dessin : Sandro ; scénario : François Debois ; couleur : Joël Mouclier

- Préjugés - Album Collectif (2011), CICAD - BD Force ; dessin et couleur : Sandro ; Scénario : Miceal O'griafa

- Coup de foudre au Locle - Album Collectif (2012), BD Force ; dessin et couleur : Sandro ; Scénario : Miceal O'griafa

- Histoires de Bretagne - T. 1 Jusqu'au bout de la Terre (2012), Soleil Productions ; dessin : Sandro ; scénario : François Debois ; couleur : Christophe Lacroix
- Histoires de Bretagne - T. 1 Le Sang de la Sirène (2012), Soleil Productions ; dessin : Sandro ; scénario : François Debois ; couleur : Christophe Lacroix
- Histoires de Bretagne - T. 3 le gardien du feu (première partie) (2012), Soleil Productions ; dessin : Sandro ; scénario : François Debois ; couleur : Joël Mouclier
- Histoires de Bretagne - T. 4 le gardien du feu (seconde partie) (2012), Soleil Productions ; dessin : Sandro ; scénario : François Debois ; couleur : Joël Mouclier
- * Histoires de Bretagne - intégrale (2015), Soleil Productions ; dessin : Sandro ; scénario : François Debois ; couleur : Joël Mouclier & Christophe Lacroix

- Colomba (2012), Editions DCL ; dessin : Sandro ; scénario : Frédéric Bertocchini ; couleur : Pascal Nino

- Kirstein - La petite fille aux allumettes (2012), Éditions Quinquet ; dessin : Sandro ; scénario : Frédéric Bertocchini ; couleur : Nuria Sayago ; storyboard : Marko

- Histoire(s) de Bordeaux - Album Collectif (2012), Editions Grand Sud ; dessin et Couleur : Sandro ; scénario : Mathieu Marsan

- Les combattants du rail - T.2 : Des cheminots en enfer (2013), Éditions Zéphyr BD ; dessin : Sandro ; couleur : Logicfun ; scénario : Thierry Lamy

- Le sang de la vigne - T.1 : Mission à Haut-Brion (2014), Éditions Glénat ; dessin : Sandro ; couleur : Logicfun ; scénario : Eric Corbeyran - N. Balen - J-P. Alaux
- Le sang de la vigne - T.2 : Noces d'or à Yquem (2015), Éditions Glénat ; dessin : Sandro ; couleur : Logicfun ; scénario : Eric Corbeyran - N. Balen - J-P. Alaux
- Le sang de la vigne - T.3 : Sous la Robe de Margaux (2016), Éditions Glénat ; dessin : Sandro ; couleur : Logicfun ; scénario : Eric Corbeyran - N. Balen - J-P. Alaux

- Mateo Falcone (2016), Editions DCL ; dessin : Sandro ; scénario : Frédéric Bertocchini ; couleur : Pascal Nino

- Albert 1er de Monaco - Le Prince explorateur (2018), Éditions Glénat ; dessin : Sandro ; couleur : Laurent Trussardi ; scénario : Philippe Thirault - Christian Clot